# Curve (Band)
Curve war eine 1990 in London gegründete britische Alternative-Rock-/Electronica-Band, bestehend aus dem Gitarristen und Bassisten Dean Garcia und der Singer-Songwriterin Toni Halliday.

## Geschichte
Dean Garcia (* 1958) und Toni Halliday (* 1964) lernten sich über Dave Stewart von den Eurythmics kennen. Garcia war von 1983 bis 1984 Bassist der Eurythmics-Live-Band und wirkte außerdem auf den zwei Studioalben Touch (1983) und Be Yourself Tonight (1985) mit. Toni Halliday war zu dieser Zeit als Solokünstlerin bei Stewarts Label Anxious Records unter Vertrag. Halliday und Garcia gründeten Mitte der 1980er zunächst die kurzlebige Band State of Play, verfolgten zwischenzeitlich weiterhin ihre Soloprojekte, bis sie sich 1990 schließlich als Curve längerfristig wieder zusammentaten.
Curve veröffentlichten 1991 drei vielbeachtete EPs bei Anxious Records, die vor allem in den Independent-Charts erfolgreich waren. Das Debütalbum Doppelgänger konnte sich im März 1992 in den UK-Albumcharts platzieren. Es folgte eine umfangreiche Tournee, bei der Halliday und Garcia von den beiden Gitarristen Debbie Smith (später Echobelly) und Alex Mitchell, sowie von dem Schlagzeuger Steve Monti (früher bei Ian Dury and the Blockheads) unterstützt wurden. Zu den Highlights von Curves Livekonzerten zählen der Auftritt beim Glastonbury Festival 1992 und eine gemeinsame US-Tour mit The Jesus and Mary Chain und Spiritualized.
Curves zweite Studio-LP Cuckoo von 1993 geriet kompromissloser und weniger eingängig und konnte die vorherigen Charterfolge nicht übertreffen. Der Misserfolg und die sich daran anschließende kräftezehrende Tournee führten 1994 zu der Entscheidung, die Band aufzulösen.
Bereits 1996 kehrten Curve mit der EP Pink Girl With the Blues zurück. Im folgenden Jahr veröffentlichten sie mit Chinese Burn, eine Vorab-Single-Auskopplung aus dem neuen Album Come Clean, das 1998 erschien. Die LP wies stärkere Einflüsse elektronischer Musik auf, als die früheren Alben. Der kommerzielle Erfolg der LP ermutigte Halliday und Garcia weiterzumachen. Es folgten kleinere Liveauftritte in Europa.
Auf Come Clean folgte 2001 eine ausschließlich im Internet veröffentlichte Zusammenstellung mit dem Titel Open Day at the Hate Fest, und im selben Jahr das Album Gift. 2001 erschien mit The New Adventures of Curve eine wiederum nur im Internet erhältliche LP, sowie zahlreiche weitere Tracks, die als Download über die Homepage der Gruppe erhältlich sind.
2004 veröffentlichte die Band mit der Doppel-CD The Way of Curve eine Retrospektive. 2005 erklärte Toni Halliday ihren endgültigen Abschied von Curve.
Dean Garcia startete in der Folge zahlreiche neue Projekte (darunter The Black Holes, The Chronologic, The Secret Meeting, KGC, Inkraktare, Morpheme, Blurred City Lights), das beständigste und produktivste ist die Kollaboration mit seiner Tochter Rose Berlin unter dem Namen SPC ECO. Toni Halliday veröffentlichte 2010 ein Album mit ihrem Soloprojekt Chatelaine.

## Stil
Weitgehend charakteristisch für die Musik von Curve sind von harten Beats begleitete, dicht überlagerte, verzerrte E-Gitarren-Tracks, die in Kontrast zu Hallidays intensivem, manchmal ätherischen Gesang stehen. Die Texte handeln zumeist von Entfremdung, Abhängigkeit, Lust, Romantik und schwindender Liebe. Curves Debütalbum wurde von den Kritikern mit den seinerzeit populären Shoegazing-Bands wie beispielsweise Lush, Ride oder My Bloody Valentine verglichen, wohingegen ihnen ab dem zweiten Album unterschiedlichste Stilrichtungen, bis hin zum Industrial zugeschrieben wurden. Bei Come Clean und den späteren Aufnahmen dominiert der elektronische Anteil, wobei die einstmals signifikanten Gitarrensounds kaum noch vorkommen.

## Diskografie

### Studioalben
| Jahr | Titel        | Höchstplatzierung, Gesamtwochen, AuszeichnungChartsChartplatzierungen (Jahr, Titel, Platzierungen, Wochen, Auszeichnungen, Anmerkungen) | Anmerkungen |
| Jahr | Titel        | UK | Anmerkungen |
| ---- | ------------ | --- | ----------- |
| 1992 | Doppelgänger | UK11 (1 Wo.)UK |             |
| 1993 | Cuckoo       | UK29 (1 Wo.)UK |             |

Weitere Studioalben
- Come Clean (1998)
- Gift (2001)
- The New Adventures of Curve (2002; nur als Internet-Download veröffentlicht)

### Kompilationen
| Jahr | Titel          | Höchstplatzierung, Gesamtwochen, AuszeichnungChartsChartplatzierungen (Jahr, Titel, Platzierungen, Wochen, Auszeichnungen, Anmerkungen) | Anmerkungen |
| Jahr | Titel          | UK | Anmerkungen |
| ---- | -------------- | --- | ----------- |
| 1993 | Radio Sessions | UK72 (1 Wo.)UK |             |

Weitere Kompilationen
- 1992: Pubic Fruit
- 2001: Open Day at the Hate Fest (nur als Download veröffentlicht)
- 2004: The Way of Curve (Doppel-CD)
- 2010: Rare and Unreleased (nur als Download auf Bandcamp veröffentlicht)

### EPs und Singles
| Jahr | Titel Album                | Höchstplatzierung, Gesamtwochen, AuszeichnungChartsChartplatzierungen (Jahr, Titel, Album, Platzierungen, Wochen, Auszeichnungen, Anmerkungen) | Anmerkungen |
| Jahr | Titel Album                | UK | Anmerkungen |
| ---- | -------------------------- | --- | ----------- |
| 1991 | Blindfold                  | UK68 (3 Wo.)UK | EP          |
| 1991 | Frozen/Coast Is Clear      | UK34 (3 Wo.)UK | EP          |
| 1991 | Clipped/Cherry             | UK36 (2 Wo.)UK | EP          |
| 1992 | Faît Accompli Doppelgänger | UK22 (3 Wo.)UK |             |
| 1992 | Horror Head Doppelgänger   | UK31 (2 Wo.)UK |             |
| 1993 | Blackerthreetracker Cuckoo | UK39 (2 Wo.)UK | EP          |
| 1996 | Pink Girl with the Blues   | UK97 (1 Wo.)UK |             |
| 1998 | Coming Up Roses Come Clean | UK51 (2 Wo.)UK |             |

Weitere Singles und EPs
- 1993: Superblaster
- 1997: Chinese Burn
- 1998: Alligators Getting Up
- 2002: Perish
- 2003: Want More Need Less